# ツイン・シャドウ
ツイン・シャドウ（Twin Shadow）の名で知られるジョージ・ルイス・ジュニア（George Lewis Jr.、1983年3月30日 - ）は、アメリカ・ニューヨークの男性ミュージシャン。

## 概要
ツイン・シャドウはドミニカ共和国出身、ニューヨーク・ブルックリン在住のジョージ・ルイス・ジュニアのソロ・プロジェクト。2010年、グリズリー・ベアのクリス・テイラーを共同プロデューサーとして迎えファースト・アルバム『フォーゲット』を発表。アメリカではクリス・テイラーの自主レーベルであるTerrible Recordsから、アメリカ以外は4ADからリリースされた。インディー系音楽メディアから高い評価を受け、ピッチフォークの年間ベストリストにて26位、ステレオガムで32位となった。
2012年、セカンド・アルバム『Confess』をリリース。
2015年、サード・アルバム『Eclipse』をリリース。『Grand Theft Auto V』のサウンドトラックから「Old Love / New Love (feat.  D'Angelo Lacy)」、映画『ジョン・グリーン』挿入歌「To The Top」を収録。

## ディスコグラフィ

### アルバム
- 『フォーゲット』 - Forget (2010年、4AD/Terrible)
- Confess (2012年、4AD)
- Eclipse (2015年、WMG)
- Caer (2018年、WMG)
- Twin Shadow (2021年、Cheree Cheree)

### EP
- Broken Horses (2018年)

### ミックステープ
- Night Rally (2015年)

### シングル
- "Yellow Balloon" (2010年)
- "Castles in the Snow" (2010年)
- "I Can't Wait" (2010年)
- "Slow" (2010年)
- "At My Heels" (2010年)
- "Changes"[5] (2011年)
- "Five Seconds" (2012年)
- "Patient" (2012年)
- "The One" (Live on KCRW) (2012年)
- "Old Love / New Love"[6] featuring D'Angelo Lacy (2013年)
- "To the Top" (2014年)
- "Turn Me Up" (2015年)
- "I'm Ready" (2015年)
- "Saturdays" featuring Haim (2018年)
- "Little Woman" (2018年)
- "Brace" featuring Rainsford (2018年)
- "Hollow Days" (2018年)
- "Only for the Broken-Hearted" (2019年)
- "Truly" (2019年)
- "Crushed" (2019年)
- "Slave" (2020年)
- "Johnny & Jonnie" (2021年)
- "Alemania" (2021年)
- "Get Closer" (2021年)
- "Sugarcane / Lonestar" (2021年)